# عنصر چشمگیر

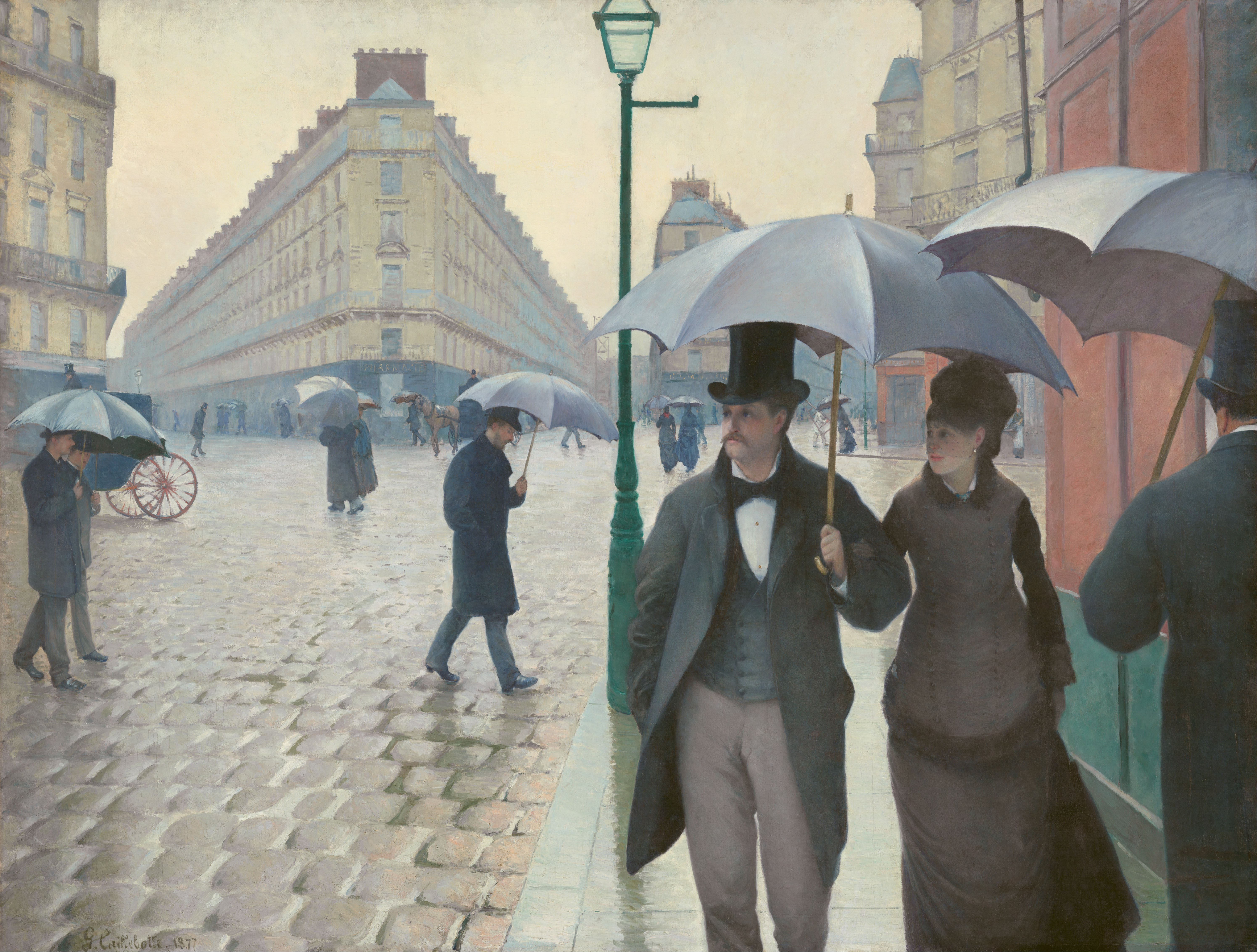
پاریس، یک روز بارانی اثر برجسته گوستاو کایبوت که عنصر چشمگیر به خوبی در آن مشهود است

عنصر چشمگیر (انگلیسی: Repoussoir) اصطلاحی است برای آثار دو بعدی در زمینه نقاشی، چاپ، عکاسی یا نقش‌برجسته‌های دیواری و عبارت است از تصویری واقع در امتداد پیش‌زمینه چپ یا راست یک اثر. با توجه به کادربندی از جانب هنرمند و خالق اثر، عنصر چشمگیر می‌تواند چشم و ذهن بیننده را به سمت خودش جلب نماید. عموماً در تابلوهای نقاشی از عنصر چشم‌گیر به عنوان تصویری واقع در پیش‌زمینه نام می‌برند که دید ناظر را گرفته و در دورن خودش غرق کند. نمونه مثال برجسته آثاری از هنرمندانی مثل یاکوب وان روئیزدال، گوستاو کایبوت، پیتر پل روبنس و غیره می‌باشد.

## نگارخانه

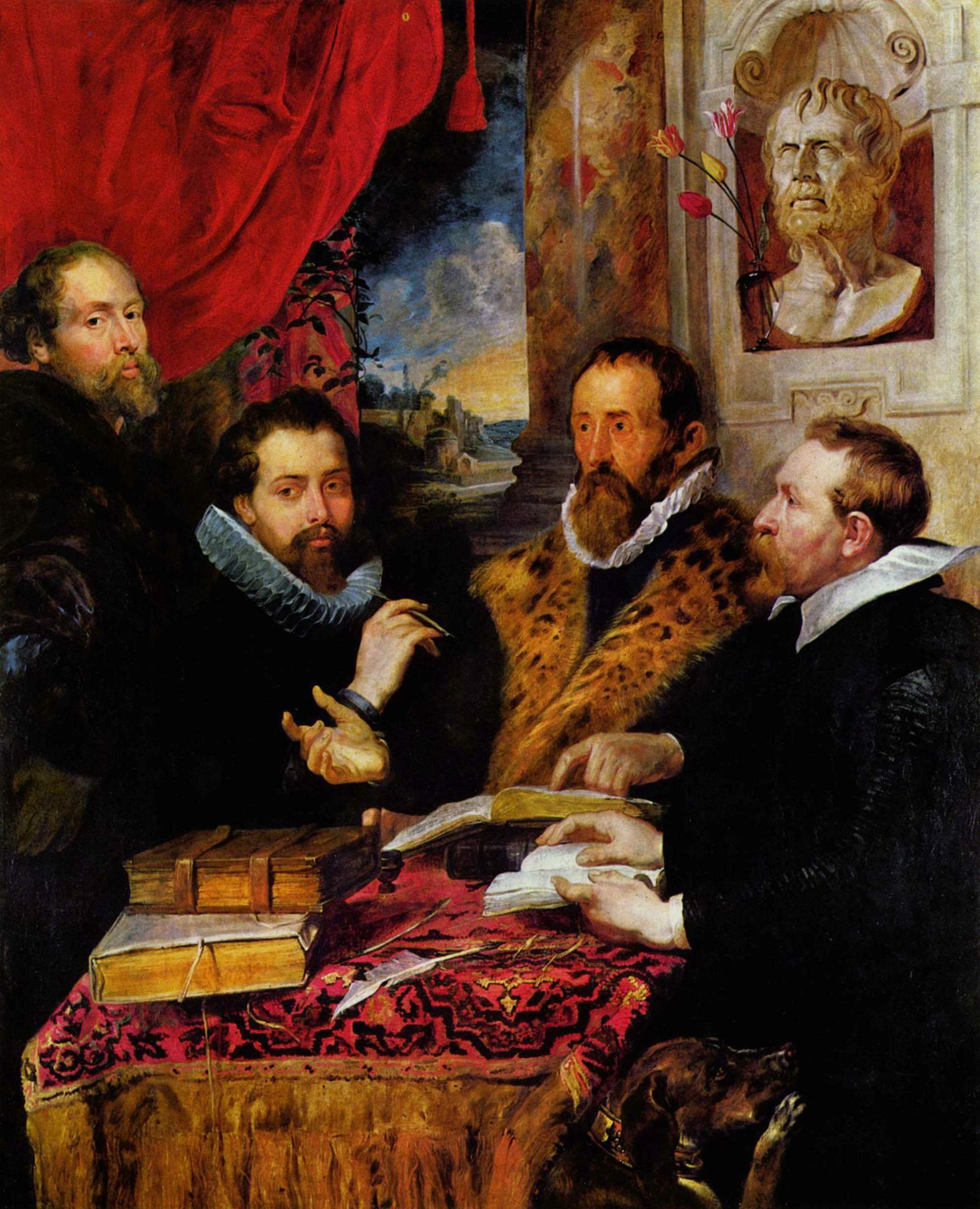
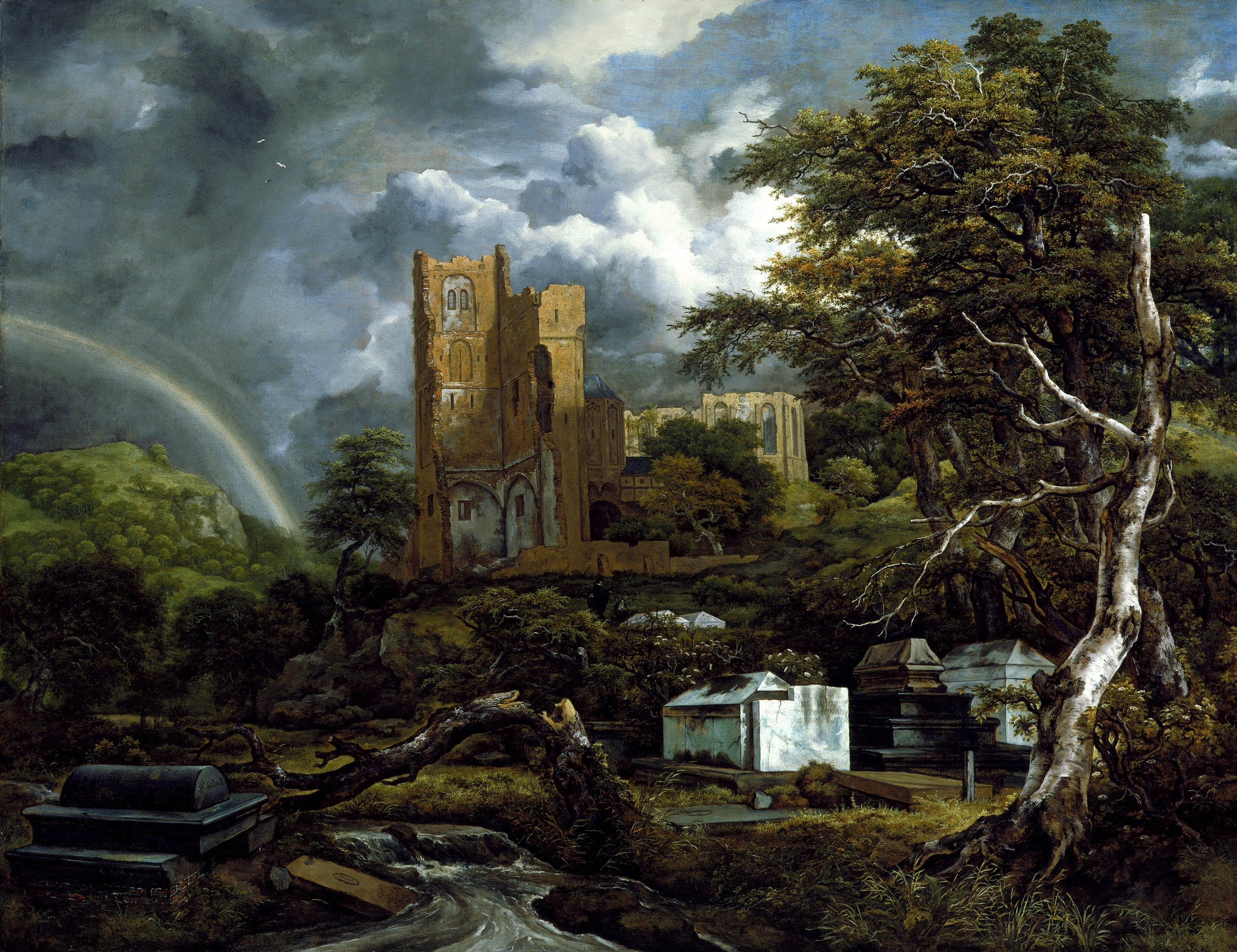